# Zone (Band)
Zone (ゾーン) war eine J-Pop-Band, die 1999 in Sapporo, Japan gegründet wurde.

## Geschichte
Ihren Durchbruch schaffte sie mit der Single Good Days, der populärste Song ist Secret Base ~kimi ga kureta mono~. Zone ist einem neuartigen Genre zuzuordnen, dem Bandol (Band + Idol) und stand beim Studio Runtime unter Vertrag. Zone wurde von Takayo Ōkoshi (* 1985) und sieben weiteren Tänzerinnen gegründet und schrumpfte mit der Zeit auf nur vier Mitglieder. Nach dem Bekanntwerden begannen die vier Mädchen Instrumente zu erlernen, um ihren Gesang und Tanz zu unterstützen.
Ende 2003 verließ Takayo die Band und wurde durch Tomoka ersetzt. Diese Besetzung blieb bis zum Ende bestehen. Am 31. März 2005 löste sich die Band auf, drei Mitglieder machten ihren Oberschul-Abschluss und gingen ihre eigenen Wege. Die „Spring Tour 2005“ war die letzte Tournee der Band, der letzte Auftritt der Formation fand am 1. April 2005 vor ausverkauftem Haus im Nippon Budokan statt. Das letzte Lied, das gespielt wurde, war Secret Base ~kimi ga kureta mono~. Noch im gleichen Jahr wurde ein Livemitschnitt dieses Auftritts als DVD veröffentlicht.
Miyu begann nach dem Ende der Formation eine Solokarriere. Maiko gründete Anfang 2006 die 6-köpfige J-Pop-Formation Maria. Zum zehnten Jubiläum kamen Tomoka Nishimura, Maiko Sakae und Miyu Nagase 2011 wieder für ein Wohltätigkeitskonzert zusammen. Danach führten Sakae und Nagase die Band als Duo fort und veröffentlichten mit Treasure of the Heart erneut als Zone eine Single bis Nagase im Februar 2013 entlassen wurde.

## Mitglieder
- Miyu Nagase (長瀬 実夕) – Leadgesang, Gitarre (* 20. Mai 1988)
- Tomoka Nishimura (西村 朝香) – Gitarre, Gesang (* 19. September 1986)
- Mizuho Saito (斎藤 瑞穂) – Schlagzeug, Gesang (* 12. Dezember 1986)
- Maiko Sakae (栄 舞子) – Bass, Gesang (* 24. Juli 1986)
- Takayo Ookoshi (大越 貴代) – Gitarre, Gesang (* 13. Juni 1985)

## Diskografie

### Alben
| Jahr | Titel                              | Höchstplatzierung, Gesamtwochen, AuszeichnungChartsChartplatzierungen (Jahr, Titel, Platzierungen, Wochen, Auszeichnungen, Anmerkungen) | Anmerkungen                             |
| Jahr | Titel                              | JP | Anmerkungen                             |
| ---- | ---------------------------------- | --- | --------------------------------------- |
| 2002 | Z                                  | JP1 Platin · (11 Wo.)JP | Erstveröffentlichung: 14. Februar 2002  |
| 2002 | O                                  | JP3 (12 Wo.)JP | Erstveröffentlichung: 27. November 2002 |
| 2003 | Astro Girlz & Boyz                 | JP42 (5 Wo.)JP | Erstveröffentlichung: 16. Juli 2003     |
| 2004 | N                                  | JP9 Gold · (10 Wo.)JP | Erstveröffentlichung: 18. Februar 2004  |
| 2005 | E 〜Complete A side Singles〜      | JP1 Gold · (16 Wo.)JP | Erstveröffentlichung: 13. April 2005    |
| 2006 | Ura E 〜Complete B side Melodies〜 | JP18 (4 Wo.)JP | Erstveröffentlichung: 19. April 2006    |

### Singles
| Jahr | Titel Album                                                          | Höchstplatzierung, Gesamtwochen, AuszeichnungChartsChartplatzierungen (Jahr, Titel, Album, Platzierungen, Wochen, Auszeichnungen, Anmerkungen) | Anmerkungen                                                   |
| Jahr | Titel Album                                                          | JP | Anmerkungen                                                   |
| ---- | -------------------------------------------------------------------- | --- | ------------------------------------------------------------- |
| 1999 | Believe in Love –                                                    | — | Erstveröffentlichung: 18. Dezember 1999                       |
| 2001 | Good Days –                                                          | JP20 (6 Wo.)JP | Erstveröffentlichung: 7. Februar 2001                         |
| 2001 | Dai Bakuhatsu No.1 (大爆発 No.1) –                                   | JP33 (2 Wo.)JP | Erstveröffentlichung: 23. Mai 2001                            |
| 2001 | Secret Base (Kimi ga Kureta Mono) (Secret Base ～君がくれたもの～) – | JP2 ×3Platin + Dreifachplatin (Digital) · (30 Wo.)JP                                                                                           | Erstveröffentlichung: 8. August 2001 · + JP: Gold (Streaming) |
| 2001 | Sekai no Hon no Katasumi kara (世界のほんの片隅から) –               | JP8 (10 Wo.)JP | Erstveröffentlichung: 14. November 2001                       |
| 2002 | Yume no Kakera... (夢ノカケラ...) –                                  | JP3 Gold · (9 Wo.)JP | Erstveröffentlichung: 14. Februar 2002                        |
| 2002 | Hitoshizuku (一雫) –                                                 | JP3 (8 Wo.)JP | Erstveröffentlichung: 17. Juli 2002                           |
| 2002 | Akashi (証) –                                                        | JP3 (15 Wo.)JP | Erstveröffentlichung: 26. September 2002                      |
| 2002 | Shiroi Hana (白い花) –                                               | JP3 (13 Wo.)JP | Erstveröffentlichung: 27. November 2002                       |
| 2003 | True Blue / Renren... (True Blue / 恋々...) –                        | JP3 Gold · (22 Wo.)JP | Erstveröffentlichung: 16. April 2003                          |
| 2003 | Hanabi (Kimi ga Ita Natsu) (H・A・N・A・B・I ～君がいた夏～) –       | JP3 Gold · (8 Wo.)JP | Erstveröffentlichung: 30. Juli 2003                           |
| 2003 | Boku no Tegami (僕の手紙) –                                          | JP2 Gold · (12 Wo.)JP | Erstveröffentlichung: 29. Oktober 2003                        |
| 2004 | Sotsugyō (卒業) –                                                    | JP5 Gold · (8 Wo.)JP | Erstveröffentlichung: 4. Februar 2004                         |
| 2004 | Taiyō no Kiss (太陽のKiss) –                                         | JP8 (9 Wo.)JP | Erstveröffentlichung: 2. Juni 2004                            |
| 2004 | Glory Colors (Kaze no Tobira) (Glory Colors ～風のトビラ～) –        | JP7 (7 Wo.)JP | Erstveröffentlichung: 4. August 2004                          |
| 2005 | Egao Biyori (笑顔日和) –                                             | JP7 (6 Wo.)JP | Erstveröffentlichung: 9. März 2005                            |
| 2012 | Treasure of the Heart~ (キミとボクの奇跡~) Kimi to Boku no Kiseki –  | JP18 (4 Wo.)JP | Erstveröffentlichung: 6. Juni 2012                            |

### Videoalben
| Jahr | Titel | Höchstplatzierung, Gesamtwochen, AuszeichnungChartsChartplatzierungen (Jahr, Titel, Platzierungen, Wochen, Auszeichnungen, Anmerkungen) | Anmerkungen                              |
| Jahr | Titel | JP | Anmerkungen                              |
| ---- | --- | --- | ---------------------------------------- |
| 2003 | Zone Clips 01: Sunny Side | JP7 (9 Wo.)JP | Erstveröffentlichung: 29. Oktober 2003   |
| 2004 | Zone Clips 02: Forever Side | JP7 (5 Wo.)JP | Erstveröffentlichung: 17. März 2004      |
| 2004 | Zone TV special "Yume Hajimatta Bakari" DVD edition (Zone TV special "ユメハジマッタバカリ" DVD edition) | JP18 (3 Wo.)JP | Erstveröffentlichung: 29. September 2004 |
| 2005 | Zone Clips 03: 2005 Sotsugyō (Zone Clips 03 ~2005 卒業~) | JP3 (6 Wo.)JP | Erstveröffentlichung: 18. Mai 2005       |
| 2005 | Zone Final in Nippon Budokan 2005/04/01: Kokoro o Komete Arigatou (Zone Final in 日本武道館 2005/04/01 ～心を込めてありがとう～, Zone Final Live in Nippon Budokan: Thank You from the Bottom of My Heart)                          | JP9 (9 Wo.)JP | Erstveröffentlichung: 22. Juni 2005      |
| 2006 | Zone Best Memorial Clips | JP16 (6 Wo.)JP | Erstveröffentlichung: 24. Mai 2006       |
| 2011 | 10 Nen Go no 8 Gatsu... Zone Fukkatsushima Show!! - Dosokai Dayo! Zenin Shugo! (「10年後の8月・・・」Zone復活しまっShow!!〜同窓会だよ全員集合!〜 August, 10 years later... Zone Fukkatsushima Show!! - Reunion! Everyone together!) | JP57 (3 Wo.)JP | Erstveröffentlichung: 21. Dezember 2011  |